# Retour chez ma mère
Série
Un tour chez ma fille
(2021)
Pour plus de détails, voir Fiche technique et Distribution.
Retour chez ma mère est une comédie française réalisée par Éric Lavaine et sortie en 2016.

## Synopsis
À 40 ans, Stéphanie est contrainte de retourner vivre chez sa mère. Elle est accueillie les bras ouverts : à elle les joies de l'appartement surchauffé, de Francis Cabrel en boucle, des parties de Scrabble endiablées et des précieux conseils maternels sur la façon de se tenir à table et de mener sa vie. Chacune va devoir faire preuve d’une infinie patience pour supporter cette nouvelle vie à deux. Et lorsque le reste de la fratrie débarque pour un dîner, règlements de compte et secrets de famille vont se déchaîner. Mais il est des explosions salutaires.

## Fiche technique
- Réalisation : Éric Lavaine
- Scénario : Éric Lavaine et Héctor Cabello Reyes
- Photographie : François Hernandez
- Montage : Vincent Zuffranieri
- Décors : Isabelle Quillard
- Costumes : Brigitte Faur-Perdigou
- Son : François de Morant, Samy Bardet, Thierry Le Bon
- Musique : Fabien Cahen
- Production déléguée : Vincent Roger, Gala Vara Eiriz, Jérôme Seydoux
- Sociétés de production : Pathé Production, Same Player, TF1 Films Productions
- Société de distribution : Pathé Distribution
- Pays :  France
- Genre : comédie
- Durée : 86 minutes
- Date de sortie : 1er juin 2016

## Distribution
- Alexandra Lamy : Stéphanie Mazerin
- Josiane Balasko : Jacqueline Mazerin, mère de Stéphanie, Nicolas et Carole
- Mathilde Seigner : Carole Mazerin, sœur de Stéphanie et Nicolas
- Philippe Lefebvre : Nicolas Mazerin, fils de Jacqueline et frère de Stéphanie et Carole
- Jérôme Commandeur : Alain, époux de Carole
- Cécile Rebboah : Charlotte, meilleure amie et ancienne associée de Stéphanie
- Didier Flamand : Jean, voisin et amant de Jacqueline
- Guilaine Londez : Catherine
- Patrick Bosso : Michel, l'agent de Pôle emploi
- Marc Fayet : Philippe, père de Léo
- Renaud Roussel : acteur de la série érotique à la télévision
- Galaad Schnerb : Léo, fils de Stéphanie
- Amandine Maugy : Sonia, jeune collègue de Pôle emploi
- Sophie Garagnon : Employée de la SNCF
- Anne-Laure Gruet : actrice de la série érotique à la télévision
- Eric Marcel : Le serveur (non crédité)

## Production

### Lieux de tournage
- Paris
- Aix-en-Provence[1]
- Cassis
- Gare de Marseille-Saint-Charles
- Sanary-sur-Mer
- Pourrières

## Bande originale
Sauf indication contraire, les informations mentionnées dans cette section peuvent être confirmées par le générique de fin de l'œuvre audiovisuelle présentée ici, ainsi que par la base de données cinématographiques IMDb,  présente dans la section « Liens externes ».
- Any Story par Hindi Zahra de 2015.
- Petite Marie par Francis Cabrel de 1977.

## Accueil

### Accueil critique
En France, le site Allociné propose une note moyenne de 2,9⁄5 à partir de l'interprétation de critiques provenant de 16 titres de presse.

### Box-Office
Le budget total du film est estimé à environ 8,59 millions d'euros. Le film est resté trois semaines en tête du box-office français avec 1 381 387 entrées durant cette période.
| Pays ou région | Box-office        | Date d'arrêt du box-office | Nombre de semaines |
| -------------- | ----------------- | -------------------------- | ------------------ |
| France         | 2 198 341 entrées | 14 septembre 2016          | 15                 |

### Diffusion TV
Lors de sa première diffusion télé, le film réunit 6,7 millions de téléspectateurs en première partie de soirée sur TF1.